# Baumgarten (zámek)
Baumgarten (zámek) je zámek v „Ollersbachu“, místní části města Neulengbach v okrese St. Pölten v rakouské spolkové zemi Dolní Rakousy.
Jako příklad pro mnohé zemské zámky Rakouska, ve kterých se neodehrály žádné mimořádné historické události a nejsou zde ani architektonické zvláštnosti. Byl sídlem několika rakouských šlechtických rodin přesto, že by zde bydlely. Baumgarten byl především střediskem panských statků a proto byl pro panství velmi důležitý.

## Historie
Někdejší hrad byl poprvé zmíněný v roce 1074 jako sídlo ve vlastnictví svobodných pánů z Ollersbachu. Po nich následovali ministerští úředníci z „Totzenbachu“, později jmenováni „z Baumgartenu".
V roce 1565 byl držitelem panství hrabě Trauttmansdorff, který hrad přestavěl na zámek.
Během druhého vídeňského obléhání Turky roku 1683 byl slabě opevněný zámek zničený, ale brzy byl obnovený. Dřívější třípodlažní hlavní budova na jihu byla přestavěna na dvoupodlažní a doposud přízemní křídla měla ještě další podlaží.
V roce 1945 byl zámek znovu vypálen a Walter Lechner zámek opět obnovil. Vnitřní zařízení bylo moderně upraveno. Zámek se dostal do majetku města. V roce 2001 byl prodán v dražbě. Současným vlastníkem je rodina Wimmer-Schick. Část zámku je pronajímána různými firmami, umožňuje využití pro vědecké semináře a výstavy.

### Další majitelé
- 1709–1717: hraběnka Auersperg
- 1717–1809: hrabě von Galen a jeho rodina
- 1809–1841: Maria von Pidoll na Quintenbachu
- 1841–1865: hrabě Bussy-Mignot
- 1865–1931: rodina Geissler-Kühnell
- 1938–1968: rodina Lechner
- 1968–1978: Schmid-Schmidsfelden
- 1978–1996: Riedl-Riedenstein
- 1996–2001: Raiffeisen-Leasing GesmbH
- od 2001: rodina Dr. Wimmer-Schick